# Bosques tropicales montanos de Luang Prabang

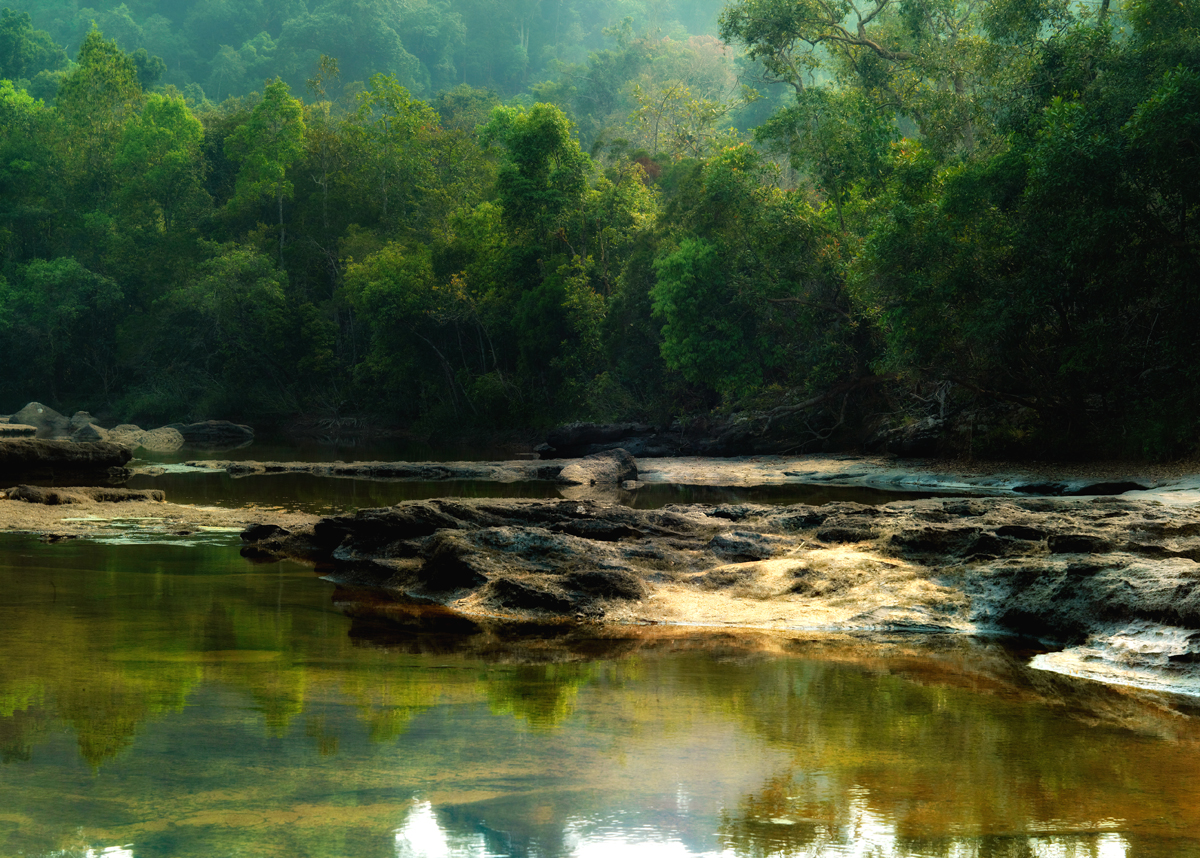
Paisaje del Área de conservación nacional de Phou Khao Khouay

La ecorregión bosques tropicales montamos de Luang Prabang (WWF ID:IM0121) cubre elevaciones de más de 800 metros en las montañas de Luang Prabang que se extienden a ambos lados de la frontera entre el norte de Tailandia y el centro-norte de Laos, y las tierras altas que se extienden hacia el este a través del centro-norte de Laos. Si bien gran parte de la cubierta forestal se ha degradado, todavía hay grandes áreas de bosque relativamente intacto.

## Localización y descripción
La cordillera de Luang Prabang es la más oriental de las cordilleras de norte a sur del norte de Tailandia. Junto con las tierras altas del centro-norte de Laos, forman una ecorregión de precipitaciones muy elevadas (2.000-3.000 mm / año) y una estación seca relativamente larga.

## Clima
El clima de la ecorregión es clima tropical monzónico (Clasificación climática de Köppen (Aw)). Este clima se caracteriza por temperaturas relativamente uniformes durante todo el año (todos los meses son superiores a 18 °C (64 °F) de temperatura promedio) y una estación seca pronunciada. El mes más seco tiene menos de 60 mm de precipitación, pero más de (100- (promedio mensual) / 25) mm. El mes seco generalmente en o inmediatamente después del solsticio de invierno en el hemisferio norte. Las precipitaciones en las montañas del norte de Laos pueden promediar entre 2000 y 3000 mm / año. 

## Flora y Fauna
No hay un solo tipo de selva tropical en la ecorregión. Más bien, hay muchas comunidades forestales diferentes que reflejan la ubicación, la altitud y el clima local. A partir de los 800 metros de altura, la selva tropical estacional de llanura se convierte en la selva montana, con un dosel dominante de Dipterocarpus turbinas (del que se obtiene la madera keruing) y el árbol de cera (Toxicodendron succedaneum). También están presentes en este nivel de transición palmeras como la palmera del azúcar (Arenga pinnata). A altitudes de 1.500 metros, se encuentran bosques de hoja perenne de hoja ancha de Castanopsis hystrix. La naturaleza baja y abierta del bosque puede deberse a un claro o un incendio en el pasado. En estos niveles también hay bosques de frondosas de coníferas de Quercus griffithii (un roble con copa oblonga) y Keteleeria (Keteleeria evelyniana). Suelos más delgados soportan (Engelhardia) sobre suelos graníticos, o pino Khasi (Pinus kesiya) sobre arcilla o arenisca.
Debido al aislamiento relativo, hay poblaciones significativas de grandes mamíferos raros, incluido el doc de canillas rojas en peligro crítico, el Elefante asiático en peligro de extinción y el ciervo de Eld en peligro de extinción. Se sabe que más de 540 especies de aves tienen un territorio que se extiende hacia la ecorregión.
A continuación se detallan las especies que pueden encontrarse en esta ecorregión:

### Mamíferos
| Nombre común   | Nombre científico       | Estado de conservación |
| -------------- | ----------------------- | ---------------------- |
| Elefante indio | Elephas maximus indicus | En Peligro             |

| Nombre común       | Nombre científico | Estado de conservación |
| ------------------ | ----------------- | ---------------------- |
| Tupaya de Belanger | Tupaia belangeri  | Preocupación menor     |

| Nombre común | Nombre científico       | Estado de conservación |
| ------------ | ----------------------- | ---------------------- |
| Galeopiteco  | Cynocephalus variegatus | Preocupación menor     |

| Nombre común              | Nombre científico      | Estado de conservación |
| ------------------------- | ---------------------- | ---------------------- |
| Loris perezoso de Bengala | Nycticebus bengalensis | En Peligro             |
| Loris perezoso pigmeo     | Nycticebus pygmaeus    | En Peligro             |

| Nombre común                  | Nombre científico                 | Estado de conservación |
| ----------------------------- | --------------------------------- | ---------------------- |
| Macaco rabón                  | Macaca arctoides                  | Vulnerable             |
| Macaco de Assam oriental      | Macaca assamensis assamensis      | Amenazado              |
| Macaco cola de cerdo norteño  | Macaca leonina                    | Vulnerable             |
| Macaco Rhesus                 | Macaca mulatta                    | Preocupación menor     |
| Langur de Phayre de Indochina | Trachypithecus phayrei crepuscula | En Peligro             |

| Nombre común                        | Nombre científico        | Estado de conservación |
| ----------------------------------- | ------------------------ | ---------------------- |
| Gibón de manos blancas de Carpenter | Hylobates lar carpenteri | En Peligro             |
| Gibón de mejillas blancas norteño   | Nomascus leucogenys      | Peligro crítico        |

| Nombre común                        | Nombre científico             | Estado de conservación |
| ----------------------------------- | ----------------------------- | ---------------------- |
| Puercoespín de cola grande asiático | Atherurus macrourus           | Preocupación menor     |
| Puercoespín malayo                  | Hystrix brachyura subcristata | Preocupación menor     |

| Nombre común                             | Nombre científico                    | Estado de conservación |
| ---------------------------------------- | ------------------------------------ | ---------------------- |
| Ardilla gigante negra de Hainan          | Ratufa bicolor hainana               | Amenazado              |
| Ardilla voladora de patas peludas        | Belomys pearsonii blandus            | Falta de datos         |
| Ardilla voladora multicolor común        | Hylopetes alboniger alboniger        | Preocupación menor     |
| Ardilla voladora de Indochina común      | Hylopetes phayrei phayrei            | Preocupación menor     |
| Ardilla voladora gigante de Lyle         | Petardista philippensis lylei        | Preocupación menor     |
| Ardilla voladora gigante moteada         | Petardista elegans marica            | Preocupación menor     |
| Ardilla de vientre gris común            | Callosciurus caniceps caniceps       | Preocupación menor     |
| Ardilla de Pallas                        | Callosciurus erythraeus              | Preocupación menor     |
| Ardilla de Indochina de Williamson       | Callosciurus finlaysonii williamsoni | Preocupación menor     |
| Ardilla sin adornos                      | Callosciurus inornatus               | Preocupación menor     |
| Ardilla de mejillas rojas asiática común | Dremomys rufigenis rufigenis         | Preocupación menor     |
| Ardilla de Berdmore común                | Menetes berdmorei berdmorei          | Preocupación menor     |
| Ardilla rayada del Himalaya              | Tamiops macclellandi                 | Preocupación menor     |
| Ardilla rayada marítima de Hainan        | Tamiops maritimus hanainus           | Preocupación menor     |

| Nombre común          | Nombre científico    | Estado de conservación |
| --------------------- | -------------------- | ---------------------- |
| Rata del bambú menor  | Cannomys badius      | Preocupación menor     |
| Rata del bambú canosa | Rhizomys pruinosus   | Preocupación menor     |
| Rata del bambú grande | Rhizomys sumatrensis | Preocupación menor     |

| Nombre común                        | Nombre científico     | Estado de conservación |
| ----------------------------------- | --------------------- | ---------------------- |
| Rata Bandicota mayor                | Bandicota indica      | Preocupación menor     |
| Rata Bandicota de Savile            | Bandicota savilei     | Preocupación menor     |
| Rata de dientes blancos pequeña     | Berylmys berdmorei    | Preocupación menor     |
| Rata de dientes blancos de Bower    | Berylmys bowersi      | Preocupación menor     |
| Rata arborícola de Fea              | Chiromyscus chiropus  | Preocupación menor     |
| Rata tití menor                     | Hapalomys delacouri   | Vulnerable             |
| Rata gigante colilarga de Edwards   | Leopoldamys edwardsi  | Preocupación menor     |
| Rata gigante colilarga de Neill     | Leopoldamys neilli    | Preocupación menor     |
| Rata gigante colilarga              | Leopoldamys sabanus   | Preocupación menor     |
| Rata espinosa roja                  | Maxomys surifer       | Preocupación menor     |
| Ratón de las Ryukyu                 | Mus caroli            | Preocupación menor     |
| Ratón de Cook                       | Mus cookii            | Preocupación menor     |
| Ratón de Gairdner                   | Mus pahari            | Preocupación menor     |
| Rata de vientre blanco castaña      | Niviventer fulvescens | Preocupación menor     |
| Rata de vientre blanco de Lang Bian | Niviventer langbianis | Preocupación menor     |
| Rata de la Polinesia                | Rattus exulans        | Preocupación menor     |
| Rata de campo del Himalaya          | Rattus nitidus        | Preocupación menor     |
| Rata de bosque de Indochina         | Rattus sikkimensis    | Preocupación menor     |
| Rata doméstica oriental             | Rattus tanezumi       | Preocupación menor     |
| Ratón trepador colilargo asiático   | Vandeleuria oleracea  | Preocupación menor     |

| Nombre común            | Nombre científico       | Estado de conservación |
| ----------------------- | ----------------------- | ---------------------- |
| Liebre birmana oriental | Lepus peguensis vassali | Preocupación menor     |

| Nombre común          | Nombre científico | Estado de conservación |
| --------------------- | ----------------- | ---------------------- |
| Gimnuro de cola corta | Hylomys suillus   | Preocupación menor     |

| Nombre común                   | Nombre científico       | Estado de conservación |
| ------------------------------ | ----------------------- | ---------------------- |
| Musaraña gris                  | Crocidura attenuata     | Preocupación menor     |
| Musaraña del sudeste asiático  | Crocidura fuliginosa    | Preocupación menor     |
| Musaraña de Indochina          | Crocidura indochinensis | Preocupación menor     |
| Musarañita                     | Suncus etruscus         | Preocupación menor     |
| Musaraña casera oriental       | Suncus murinus          | Preocupación menor     |
| Musaraña topo                  | Anourosorex squamipes   | Preocupación menor     |
| Musaraña acuática del Himalaya | Chimarrogale himalayica | Preocupación menor     |

| Nombre común  | Nombre científico  | Estado de conservación |
| ------------- | ------------------ | ---------------------- |
| Topo de Kloss | Euroscaptor klossi | Preocupación menor     |

| Nombre común                                     | Nombre científico                  | Estado de conservación |
| ------------------------------------------------ | ---------------------------------- | ---------------------- |
| Murciélago de la fruta de nariz corta de Miller  | Cynopterus sphinx angulatus        | Preocupación menor     |
| Murciélago de la fruta de Ratanaworabhan         | Megaerops niphanae                 | Preocupación menor     |
| Murciélago roseto de Geoffroy                    | Rousettus amplexicaudatus          | Preocupación menor     |
| Murciélago roseto de Leschenault de Indochina    | Rousettus leschenaulti shortridgei | Preocupación menor     |
| Murciélago del alba                              | Eonycteris spelaea                 | Preocupación menor     |
| Murciélago de la fruta de lengua larga de colina | Macroglossus sobrinus              | Preocupación menor     |

| Nombre común                                | Nombre científico       | Estado de conservación |
| ------------------------------------------- | ----------------------- | ---------------------- |
| Murciélago lanudo común                     | Kerivoula hardwickii    | Preocupación menor     |
| Murciélago lanudo papillero                 | Kerivoula papillosa     | Preocupación menor     |
| Murciélago lanudo pintado                   | Kerivoula picta         | Amenazado              |
| Murciélago de orejas trompeteras de Peter   | Phoniscus jagorii       | Preocupación menor     |
| Murciélago de cara peluda                   | Myotis annectans        | Preocupación menor     |
| Murciélago chino grande                     | Myotis chinensis        | Preocupación menor     |
| Murciélago de Horsfield                     | Myotis horsfieldii      | Preocupación menor     |
| Murciélago bigotudo nepalí                  | Myotis muricola         | Preocupación menor     |
| Murciélago bigotudo del Himalaya            | Myotis siligorensis     | Preocupación menor     |
| Murciélago pies de disco                    | Eudiscopus denticulus   | Preocupación menor     |
| Murciélago de pulsar grueso común           | Glischropus tylopus     | Preocupación menor     |
| Murciélago de Tickell                       | Hesperoptenus tickelli  | Preocupación menor     |
| Murciélago de Cadorna                       | Hypsugo cadornae        | Preocupación menor     |
| Murciélago pipistrelo chino                 | Hypsugo pulveratus      | Preocupación menor     |
| Murciélago del ocaso grande                 | Ia io                   | Amenazado              |
| Murciélago pipistrelo indio                 | Pipistrellus coromandra | Preocupación menor     |
| Murciélago pipistrelo de Java               | Pipistrellus javanicus  | Preocupación menor     |
| Murciélago pipistrelo menor                 | Pipistrellus tenuis     | Preocupación menor     |
| Murciélago arlequín                         | Scotomanes ornatus      | Preocupación menor     |
| Murciélago casero amarillo asiático grande  | Scotophilus heathi      | Preocupación menor     |
| Murciélago del bambú grande                 | Tylonycteris robustula  | Preocupación menor     |
| Murciélago nariz de tubo de orejas redondas | Murina cyclotis         | Preocupación menor     |
| Murciélago nariz de tubo de Hutton          | Murina huttoni          | Preocupación menor     |

| Nombre común                        | Nombre científico    | Estado de conservación |
| ----------------------------------- | -------------------- | ---------------------- |
| Murciélago de alas dobladas grande  | Miniopterus magnater | Preocupación menor     |
| Murciélago de alas dobladas pequeño | Miniopterus pusillus | Preocupación menor     |

| Nombre común                                  | Nombre científico  | Estado de conservación |
| --------------------------------------------- | ------------------ | ---------------------- |
| Murciélago de cola suelta de labios arrugados | Chaerephon plicata | Preocupación menor     |
| Murciélago de cola suelta de La Touche        | Tadarida latouchei | En Peligro             |

| Nombre común                       | Nombre científico     | Estado de conservación |
| ---------------------------------- | --------------------- | ---------------------- |
| Murciélago de tumba de alas largas | Taphozous longimanus  | Preocupación menor     |
| Murciélago de tumba barbinegro     | Taphozous melanopogon | Preocupación menor     |

| Nombre común                     | Nombre científico | Estado de conservación |
| -------------------------------- | ----------------- | ---------------------- |
| Falso murciélago vampiro grande  | Lyroderma lyra    | Preocupación menor     |
| Falso murciélago vampiro pequeño | Megaderma spasma  | Preocupación menor     |

| Nombre común                                     | Nombre científico          | Estado de conservación |
| ------------------------------------------------ | -------------------------- | ---------------------- |
| Murciélago de herradura intermedio               | Rhinolophus affinis        | Preocupación menor     |
| Murciélago de herradura de Croslet               | Rhinolophus coelophyllus   | Preocupación menor     |
| Murciélago de herradura lanudo                   | Rhinolophus luctus         | Preocupación menor     |
| Murciélago de herradura de orejas grandes        | Rhinolophus macrotis       | Preocupación menor     |
| Murciélago de herradura malayo                   | Rhinolophus malayanus      | Preocupación menor     |
| Murciélago de herradura de Marshall              | Rhinolophus marshalli      | Preocupación menor     |
| Murciélago de herradura de Bourret               | Rhinolophus paradoxolophus | Preocupación menor     |
| Murciélago de herradura de Pearson               | Rhinolophus pearsoni       | Preocupación menor     |
| Murciélago de herradura menor                    | Rhinolophus pusillus       | Preocupación menor     |
| Murciélago de herradura de Shamel                | Rhinolophus shameli        | Preocupación menor     |
| Murciélago de herradura pardo menor de Indochina | Rhinolophus microglobosus  | Preocupación menor     |
| Murciélago de herradura de Thomas                | Rhinolophus thomasi        | Preocupación menor     |

| Nombre común                                 | Nombre científico       | Estado de conservación |
| -------------------------------------------- | ----------------------- | ---------------------- |
| Murciélago tridente asiático de Stoliczka    | Aselliscus stoliczkanus | Preocupación menor     |
| Murciélago nariz de hoja sin cola            | Coelops frithii         | Amenazado              |
| Murciélago nariz de hoja del Himalaya grande | Hipposideros armiger    | Preocupación menor     |
| Murciélago nariz de hoja menor               | Hipposideros cineraceus | Preocupación menor     |
| Murciélago nariz de hoja de Horsfield        | Hipposideros larvatus   | Preocupación menor     |
| Murciélago nariz de hoja caraescudo          | Hipposideros lylei      | Preocupación menor     |
| Murciélago nariz de hoja de Andersen         | Hipposideros pomona     | Preocupación menor     |

| Nombre común         | Nombre científico         | Estado de conservación |
| -------------------- | ------------------------- | ---------------------- |
| Pangolín malayo      | Manis javanica            | Peligro crítico        |
| Pangolín chino común | Manís pentadactyla aurita | Peligro crítico        |

| Nombre común                       | Nombre científico                    | Estado de conservación |
| ---------------------------------- | ------------------------------------ | ---------------------- |
| Gato dorado asiático continental   | Catopuma temminckii moormensis       | Amenazado              |
| Gato jaspeado continental          | Pardofelis marmorata longicaudata    | Amenazado              |
| Gato leopardo del sudeste asiático | Prionailurus bengalensis bengalensis | Preocupación menor     |
| Pantera nebulosa de Indochina      | Neofelis nebulosa                    | Vulnerable             |
| Tigre de Indochina                 | Panthera tigris corbetti             | En Peligro             |

| Nombre común                       | Nombre científico             | Estado de conservación |
| ---------------------------------- | ----------------------------- | ---------------------- |
| Binturong de Indochina             | Arctictis binturong albifrons | Vulnerable             |
| Civeta de dientes pequeños         | Arctogalidia trivirgata       | Preocupación menor     |
| Civeta de las palmeras enmascarada | Paguma larvata                | Preocupación menor     |
| Civeta de las palmeras común       | Paradoxurus hermaphroditus    | Preocupación menor     |
| Civeta de las palmeras de Owston   | Chrotogale owstoni            | En Peligro             |
| Civeta de manchas grandes          | Viverra megaspila             | En Peligro             |
| Gran civeta de Indochina           | Viverra zibetha picta         | Preocupación menor     |
| Civeta enana de Indochina          | Viverricula indica thai       | Preocupación menor     |

| Nombre común    | Nombre científico    | Estado de conservación |
| --------------- | -------------------- | ---------------------- |
| Lisang manchado | Prionodon pardicolor | Preocupación menor     |

| Nombre común        | Nombre científico   | Estado de conservación |
| ------------------- | ------------------- | ---------------------- |
| Mangosta de Java    | Herpestes javanicus | Preocupación menor     |
| Mangosta cangrejera | Herpestes urva      | Preocupación menor     |

| Nombre común        | Nombre científico        | Estado de conservación |
| ------------------- | ------------------------ | ---------------------- |
| Chacal de Indochina | Canis aureus cruesemanni | Preocupación menor     |
| Dhole de Indochina  | Cuon alpinus adjustus    | En Peligro             |

| Nombre común             | Nombre científico             | Estado de conservación |
| ------------------------ | ----------------------------- | ---------------------- |
| Oso negro asiático común | Ursus thibetanus thibetanus   | Vulnerable             |
| Oso malayo común         | Helarctos malayanus malayanus | Vulnerable             |

| Nombre común                                | Nombre científico                     | Estado de conservación |
| ------------------------------------------- | ------------------------------------- | ---------------------- |
| Comadreja de vientre amarillo               | Mustela kathiah                       | Preocupación menor     |
| Comadreja siberiana                         | Mustela sibirica                      | Preocupación menor     |
| Comadreja de espalda rayada                 | Mustela strigidorsa                   | Preocupación menor     |
| Marta de garganta amarilla de Indochina     | Martes flavigula indochinensis        | Preocupación menor     |
| Tejón porcino de Indochina                  | Arctonyx collaris dictator            | Vulnerable             |
| Tejón turón chino                           | Melogale moschata                     | Preocupación menor     |
| Tejón turón birmano de Pierre               | Melogale personata pierrei            | Preocupación menor     |
| Nutria común del sudeste asiático           | Lutra lutra barang                    | Amenazado              |
| Nutria lisa común                           | Lutrogale perspicillata perspicillata | Vulnerable             |
| Nutria oriental de uñas cortas de Indochina | Aonyx cinereus concolor               | Vulnerable             |

| Nombre común | Nombre científico    | Estado de conservación |
| ------------ | -------------------- | ---------------------- |
| Jabalí indio | Sus scrofa cristatus | Preocupación menor     |

| Nombre común       | Nombre científico | Estado de conservación |
| ------------------ | ----------------- | ---------------------- |
| Ciervo ratón menor | Tragulus kanchil  | Preocupación menor     |

| Nombre común                       | Nombre científico         | Estado de conservación |
| ---------------------------------- | ------------------------- | ---------------------- |
| Ciervo de Eld de Indochina         | Rucervus eldii siamensis  | En peligro             |
| Ciervo sambar del Sudeste asiático | Rusa unicolor cambojensis | Vulnerable             |
| Muntíaco de Roosevelt              | Muntiacus rooseveltorum   | Falta de datos         |
| Muntíaco rojo norteño              | Muntiacus vaginalis       | Preocupación menor     |
| Muntíaco de Truong Son             | Muntiacus truongsonensis  | Falta de datos         |
| Muntíaco gigante                   | Muntiacus vuquangensis    | Peligro crítico        |

| Nombre común         | Nombre científico                  | Estado de conservación |
| -------------------- | ---------------------------------- | ---------------------- |
| Gaur malayo          | Bos gaurus laosiensis              | Vulnerable             |
| Banteng de Indochina | Bos javanicus birmanicus           | En peligro             |
| Serow de Indochina   | Capricornis sumatraensis maritimus | Vulnerable             |

### Aves
| Nombre común               | Nombre científico                        | Estado de conservación |
| -------------------------- | ---------------------------------------- | ---------------------- |
| Suirirí de Java            | Dendrocygna javanica                     | Preocupación menor     |
| Pato crestudo afroasiático | Sarkidiornis melanotos                   | Preocupación menor     |
| Tarro canelo               | Tadorna ferruginea                       | Preocupación menor     |
| Gansito asiático común     | Nettapus coromandelianus coromandelianus | Preocupación menor     |
| Cerceta carretona          | Spatula querquedula                      | Preocupación menor     |
| Cuchara común              | Spatula clypeata                         | Preocupación menor     |
| Silbón europeo             | Mareca penelope                          | Preocupación menor     |
| Ánade picopinto oriental   | Anas poecilorhyncha haringtoni           | Preocupación menor     |
| Ánade rabudo               | Anas acuta                               | Preocupación menor     |
| Cerceta euroasiática       | Anas crecca crecca                       | Preocupación menor     |
| Pato de la jungla          | Asarcornis scutulata                     | En peligro             |
| Porrón europeo             | Aythya ferina                            | Vulnerable             |
| Porrón pardo               | Aythya nyroca                            | Amenazado              |
| Porrón de Baer             | Aythya baeri                             | Peligro crítico        |

| Nombre común                    | Nombre científico                       | Estado de conservación |
| ------------------------------- | --------------------------------------- | ---------------------- |
| Arborófila golirrufa de Tickell | Arborophila rufogularis tickelli        | Preocupación menor     |
| Arborófila pechiparda común     | Arborophila brunneopectus brunneopectus | Preocupación menor     |
| Arborófila pativerde oliva      | Arborophila chloropus olivacea          | Preocupación menor     |
| Pavo real verde de Indochina    | Pavo muticus imperator                  | En peligro             |
| Espolonero chinquis común       | Polyplectron bicalcaratum bicalcaratum  | Preocupación menor     |
| Espolonero chinquis de Ghigi    | Polyplectron bicalcaratum ghigii        | Preocupación menor     |
| Codorniz azul china común       | Synoicus chinensis chinensis            | Preocupación menor     |
| Codorniz japonesa               | Coturnix japonica                       | Amenazado              |
| Francolín chino de Phayre       | Francolinus pintadeanus phayrei         | Preocupación menor     |
| Gallo rojo común                | Gallus gallus gallus                    | Preocupación menor     |
| Faisán plateado de Laos         | Lophura nycthemera beaulieui            | Preocupación menor     |
| Faisán siamés                   | Lophura diardi                          | Preocupación menor     |

| Nombre común             | Nombre científico             | Estado de conservación |
| ------------------------ | ----------------------------- | ---------------------- |
| Zampullín común asiático | Tachybaptus ruficollis poggei | Preocupación menor     |

| Nombre común                              | Nombre científico                  | Estado de conservación |
| ----------------------------------------- | ---------------------------------- | ---------------------- |
| Tórtola oriental agrícola                 | Streptopelia orientalis agricola   | Preocupación menor     |
| Tórtola cabecigris oriental               | Streptopelia tranquebarica humilis | Preocupación menor     |
| Tórtola moteada oriental tigrina          | Spilopelia chinensis tigrina       | Preocupación menor     |
| Tórtola cuco unchal menor                 | Macropygia unchall minor           | Preocupación menor     |
| Tórtola cuco chica de Engelbach           | Macropygia ruficeps engelbachi     | Preocupación menor     |
| Palomita esmeralda dorsiverde continental | Chalcophaps indica indica          | Preocupación menor     |
| Tortolita estriada                        | Geopelia striata                   | Preocupación menor     |
| Vinago bicinta continental                | Treron bicinctus bicinctus         | Preocupación menor     |
| Vinago del Himalaya                       | Treron phayrei                     | Amenazado              |
| Vinago piquigrueso continental            | Treron curvirostra curvirostra     | Preocupación menor     |
| Vinago patigualdo oriental                | Treron phoenicopterus viridifrons  | Preocupación menor     |
| Vinago rabudo de Laos                     | Treron apicauda laotinus           | Preocupación menor     |
| Vinago rabocuña común                     | Treron sphenurus sphenurus         | Preocupación menor     |
| Vinago japonés sureño                     | Treron sieboldii murielae          | Preocupación menor     |
| Dúcula verde continental                  | Ducula aenea sylvatica             | Preocupación menor     |
| Dúcula dorsicastaña de Indochina          | Ducula badia griseicapilla         | Preocupación menor     |

| Nombre común                              | Nombre científico                          | Estado de conservación |
| ----------------------------------------- | ------------------------------------------ | ---------------------- |
| Cuco terrestre de Indochina               | Carpococcyx renauldi                       | Vulnerable             |
| Cucal chino intermedio                    | Centropus sinensis intermedius             | Preocupación menor     |
| Cucal bengalí común                       | Centropus bengalensis bengalensis          | Preocupación menor     |
| Malcocha sombrío de Indochina             | Phaenicophaeus tristis saliens             | Preocupación menor     |
| Críalo oriental                           | Clamator coromandus                        | Preocupación menor     |
| Koel común chino                          | Eudynamys scolopaceus chinensis            | Preocupación menor     |
| Cuclillo violeta continental              | Chrysococcyx xanthorhynchus xanthorhynchus | Preocupación menor     |
| Cuclillo esmeralda asiático               | Chrysococcyx maculatus                     | Preocupación menor     |
| Cuco de Sonnerat común                    | Cacomantis sonneratii sonneratii           | Preocupación menor     |
| Cuco plañidero del Sudeste Asiático       | Cacomantis merulinus querulus              | Preocupación menor     |
| Cuclillo drongo coliahorquillado oriental | Surniculus dicruroides barussarum          | Preocupación menor     |
| Cuco grande                               | Hierococcyx sparverioides                  | Preocupación menor     |
| Cuco silbador                             | Hierococcyx nisicolor                      | Preocupación menor     |
| Cuco alicorto norteño                     | Cuculus micropterus micropterus            | Preocupación menor     |
| Cuco oriental                             | Cuculus saturatus                          | Preocupación menor     |
| Cuco común de Baker                       | Cuculus canorus bakeri                     | Preocupación menor     |

| Nombre común                       | Nombre científico                | Estado de conservación |
| ---------------------------------- | -------------------------------- | ---------------------- |
| Chotacabras orejudo oriental       | Lyncornis macrotis cerviniceps   | Preocupación menor     |
| Chotacabras jotaka sureño          | Caprimulgus jotaka hazarae       | Preocupación menor     |
| Chotacabras de cola larga oriental | Caprimulgus macrurus bimaculatus | Preocupación menor     |
| Chotacabras de sabana oriental     | Caprimulgus affinis monticolus   | Preocupación menor     |

| Nombre común                          | Nombre científico                          | Estado de conservación |
| ------------------------------------- | ------------------------------------------ | ---------------------- |
| Vencejo de la Cochinchina común       | Hirundapus cochinchinensis cochinchinensis | Preocupación menor     |
| Vencejo gigante indio                 | Hirundapus giganteus indicus               | Preocupación menor     |
| Vencejo del Pacífico de Kano          | Apus pacificus kanoi                       | Preocupación menor     |
| Vencejo oriental común                | Apus nipalensis nipalensis                 | Preocupación menor     |
| Vencejo palmero asiático de Indochina | Cypsiurus balasiensis infumatus            | Preocupación menor     |

| Nombre común                | Nombre científico   | Estado de conservación |
| --------------------------- | ------------------- | ---------------------- |
| Vencejo arborícola coronado | Hemiprocne coronata | Preocupación menor     |

| Nombre común                       | Nombre científico                  | Estado de conservación |
| ---------------------------------- | ---------------------------------- | ---------------------- |
| Rascón asiático                    | Rallus indicus                     | Preocupación menor     |
| Polla de agua común                | Gallinula chloropus chloropus      | Preocupación menor     |
| Focha común                        | Fulica atra atra                   | Preocupación menor     |
| Calamón cabecigris de Indochina    | Porphyrio poliocephalus viridis    | Sin evaluar            |
| Gallineta crestada                 | Gallicrex cinerea                  | Preocupación menor     |
| Gallineta pechiblanca común        | Amaurornis phoenicurus phoenicurus | Preocupación menor     |
| Polluela de la jungla de Indochina | Rallina eurizonoides telmatophila  | Preocupación menor     |
| Polluela pechirrufa común          | Porzana fusca fusca                | Preocupación menor     |
| Polluela chica común               | Zapornia pusilla pusilla           | Preocupación menor     |
| Polluela bicolor                   | Zapornia bicolor                   | Preocupación menor     |

| Nombre común                   | Nombre científico     | Estado de conservación |
| ------------------------------ | --------------------- | ---------------------- |
| Alcaraván indio                | Burhinus indicus      | Preocupación menor     |
| Alcaraván indio de pico grueso | Esacus recurvirostris | Amenazado              |

| Nombre común    | Nombre científico     | Estado de conservación |
| --------------- | --------------------- | ---------------------- |
| Cigüeñela común | Himantopus himantopus | Preocupación menor     |

| Nombre común               | Nombre científico             | Estado de conservación |
| -------------------------- | ----------------------------- | ---------------------- |
| Avefría fluvial            | Vanellus duvaucelii           | Amenazado              |
| Avefría ceniza             | Vanellus cinereus             | Preocupación menor     |
| Avefría india oriental     | Vanellus indicus atronuchalis | Preocupación menor     |
| Chorlitejo piquilargo      | Charadrius placidus           | Preocupación menor     |
| Chorlitejo chico de Jerdon | Charadrius dubius jerdoni     | Preocupación menor     |

| Nombre común     | Nombre científico       | Estado de conservación |
| ---------------- | ----------------------- | ---------------------- |
| Aguatero bengalí | Rostratula benghalensis | Preocupación menor     |

| Nombre común     | Nombre científico        | Estado de conservación |
| ---------------- | ------------------------ | ---------------------- |
| Jacana colilarga | Hydrophasianus chirurgus | Preocupación menor     |

| Nombre común              | Nombre científico             | Estado de conservación |
| ------------------------- | ----------------------------- | ---------------------- |
| Zarapito real oriental    | Numenius arquata orientalis   | Amenazado              |
| Aguja colinegra asiática  | Limosa limosa melanuroides    | Amenazado              |
| Correlimos cuellirrojo    | Calidris ruficollis           | Amenazado              |
| Correlimos común oriental | Calidris alpina sakhalina     | Preocupación menor     |
| Chocha perdiz             | Scolopax rusticola            | Preocupación menor     |
| Agachadiza del Himalaya   | Gallinago nemoricola          | Vulnerable             |
| Agachadiza común          | Gallinago gallinago gallinago | Preocupación menor     |
| Agachadiza colirrara      | Gallinago stenura             | Preocupación menor     |
| Andarríos chico           | Actitis hypoleucos            | Preocupación menor     |
| Andarríos grande          | Tringa ochropus               | Preocupación menor     |
| Archibebe claro           | Tringa nebularia              | Preocupación menor     |
| Andarríos bastardo        | Tringa glareola               | Preocupación menor     |
| Archibebe común oriental  | Tringa totanus terrignotae    | Preocupación menor     |

| Nombre común                    | Nombre científico            | Estado de conservación |
| ------------------------------- | ---------------------------- | ---------------------- |
| Torillo andaluz de David        | Turnix sylvaticus davidi     | Preocupación menor     |
| Torillo tanki de Blanford       | Turnix tanki blanfordii      | Preocupación menor     |
| Torillo batallador de Blakiston | Turnix suscitator blakistoni | Preocupación menor     |

| Nombre común       | Nombre científico   | Estado de conservación |
| ------------------ | ------------------- | ---------------------- |
| Canastera oriental | Glareola maldivarum | Preocupación menor     |
| Canastera chica    | Glareola lactea     | Preocupación menor     |

| Nombre común  | Nombre científico  | Estado de conservación |
| ------------- | ------------------ | ---------------------- |
| Cigüeña negra | Ciconia nigra      | Preocupación menor     |
| Marabú Argala | Leptoptilos dubius | En peligro             |

| Nombre común        | Nombre científico    | Estado de conservación |
| ------------------- | -------------------- | ---------------------- |
| Pato aguja asiático | Anhinga melanogaster | Amenazado              |

| Nombre común                 | Nombre científico            | Estado de conservación |
| ---------------------------- | ---------------------------- | ---------------------- |
| Cormorán de Java             | Microcarbo niger             | Preocupación menor     |
| Cormorán grande euroasiático | Phalacrocorax carbo sinensis | Preocupación menor     |

| Nombre común               | Nombre científico                  | Estado de conservación |
| -------------------------- | ---------------------------------- | ---------------------- |
| Avetorillo chino           | Ixobrychus sinensis                | Preocupación menor     |
| Avetorillo manchú          | Ixobrychus eurhythmus              | Preocupación menor     |
| Avetorillo canelo          | Ixobrychus cinnamomeus             | Preocupación menor     |
| Avetorillo negro           | Ixobrychus flavicollis flavicollis | Preocupación menor     |
| Garza real oriental        | Ardea cinerea jouyi                | Preocupación menor     |
| Garza imperial oriental    | Ardea purpurea manilensis          | Preocupación menor     |
| Garza blanca oriental      | Ardea alba modesta                 | Preocupación menor     |
| Garza intermedia común     | Ardea intermedia intermedia        | Preocupación menor     |
| Garceta común de Indonesia | Egretta garzetta nigripes          | Preocupación menor     |
| Garcilla bueyera oriental  | Bubulcus ibis coromandus           | Preocupación menor     |
| Garcilla china             | Ardeola bacchus                    | Preocupación menor     |
| Garcita azulada china      | Butorides striata actophila        | Preocupación menor     |
| Martinete común            | Nycticorax nycticorax nycticorax   | Preocupación menor     |
| Martinete malayo           | Gorsachius melanolophus            | Preocupación menor     |

| Nombre común           | Nombre científico           | Estado de conservación |
| ---------------------- | --------------------------- | ---------------------- |
| Águila pescadora común | Pandion haliaetus haliaetus | Preocupación menor     |

| Nombre común                              | Nombre científico                | Estado de conservación |
| ----------------------------------------- | -------------------------------- | ---------------------- |
| Elanio común asiático                     | Elanus caeruleus vociferus       | Preocupación menor     |
| Abejero oriental chino                    | Pernis ptilorhynchus ruficollis  | Preocupación menor     |
| Baza negro oriental                       | Aviceda leuphotes syama          | Preocupación menor     |
| Buitre cabecinegro                        | Sarcogyps calvus                 | Peligro crítico        |
| Buitre negro                              | Aegypius monachus                | Amenazado              |
| Buitre dorsiblanco bengalí                | Gyps bengalensis                 | Peligro crítico        |
| Buitre picofino                           | Gyps tenuirostris                | Peligro crítico        |
| Águila culebrera chilla de Birmania       | Spilornis cheela burmanicus      | Preocupación menor     |
| Águila-azor variable del Sudeste Asiático | Nisaetus cirrhatus limnaeetus    | Preocupación menor     |
| Águila-azor montañesa común               | Nisaetus nipalensis nipalensis   | Preocupación menor     |
| Águila-azor ventrirroja                   | Lophotriorchis kienerii formosus | Amenazado              |
| Águila milana                             | Ictinaetus malaiensis malaiensis | Preocupación menor     |
| Águila moteada                            | Clanga clanga                    | Vulnerable             |
| Águila imperial                           | Aquila heliaca                   | Vulnerable             |
| Águila-azor perdicera común               | Aquila fasciata fasciata         | Preocupación menor     |
| Azor de alas rufas                        | Butastur liventer                | Preocupación menor     |
| Busardo carigrís                          | Butastur indicus                 | Preocupación menor     |
| Aguilucho lagunero oriental               | Circus spilonotus                | Preocupación menor     |
| Aguilucho pálido                          | Circus cyaneus                   | Preocupación menor     |
| Aguilucho pío                             | Circus melanoleucos              | Preocupación menor     |
| Amor moñudo indio                         | Accipiter trivirgatus indicus    | Preocupación menor     |
| Gavilán chikra oriental                   | Accipiter badius poliopsis       | Preocupación menor     |
| Gavilán ranero                            | Accipiter soloensis              | Preocupación menor     |
| Gavilancito japonés siberiano             | Accipiter gularis sibiricus      | Preocupación menor     |
| Gavilán Besra oriental                    | Accipiter virgatus affinis       | Preocupación menor     |
| Gavilán común de Asia oriental            | Accipiter nisus nisosimilis      | Preocupación menor     |
| Milano negro oriental                     | Milvus migrans lineatus          | Preocupación menor     |
| Pigarguillo menor continental             | Icthyophaga humilis plumbea      | Amenazado              |
| Pigarguillo común                         | Icthyophaga ichthyaetus          | Amenazado              |
| Busardo japonés común                     | Buteo japonicus japonicus        | Preocupación menor     |

| Nombre común                  | Nombre científico         | Estado de conservación |
| ----------------------------- | ------------------------- | ---------------------- |
| Lechuza común del sur de Asia | Tyto alba stertens        | Preocupación menor     |
| Lechuza cornuda saturada      | Phodilus badius saturatus | Preocupación menor     |

| Nombre común                    | Nombre científico               | Estado de conservación |
| ------------------------------- | ------------------------------- | ---------------------- |
| Autillo montano de Latouch      | Otus spilocephalus latouchi     | Preocupación menor     |
| Autillo chino común             | Otus lettia lettia              | Preocupación menor     |
| Autillo oriental de Indochina   | Otus sunia distans              | Preocupación menor     |
| Búho de Nepal común             | Bubo nipalensis nipalensis      | Preocupación menor     |
| Búho pescador castaño oriental  | Ketupa zeylonensis orientalis   | Preocupación menor     |
| Búho pescador malayo de Aagaard | Ketupa ketupu aagaardi          | Preocupación menor     |
| Búho pescador leonado           | Ketupa flavipes                 | Preocupación menor     |
| Mochuelo acollarado común       | Glaucidium brodiei brodiei      | Preocupación menor     |
| Mochuelo cuco de Delacour       | Glaucidium cuculoides delacouri | Preocupación menor     |
| Mochuelo brahman oriental       | Athene brama pulchra            | Preocupación menor     |
| Cárabo oriental de Ticehurst    | Strix leptogrammica ticehursti  | Preocupación menor     |
| Búho campestre común            | Asio flammeus flammeus          | Preocupación menor     |
| Nínox pardo birmano             | Ninox scutulata burmanica       | Preocupación menor     |

| Nombre común                  | Nombre científico                     | Estado de conservación |
| ----------------------------- | ------------------------------------- | ---------------------- |
| Trogón cabecirrojo intermedio | Harpactes erythrocephalus intermedius | Preocupación menor     |
| Trogón pechinaranja de Stella | Harpactes oreskios stellae            | Preocupación menor     |

| Nombre común                  | Nombre científico        | Estado de conservación |
| ----------------------------- | ------------------------ | ---------------------- |
| Abubilla del sudeste asiático | Upupa epops longirostris | Preocupación menor     |

| Nombre común             | Nombre científico                     | Estado de conservación |
| ------------------------ | ------------------------------------- | ---------------------- |
| Cálao bicorne            | Buceros bicornis                      | Vulnerable             |
| Cálao pardo de Austen    | Anorrhinus austeni                    | Amenazado              |
| Cálao cariblanco norteño | Anthracoceros albirostris albirostris | Preocupación menor     |
| Cálao gorginegro         | Rhyticeros undulatus                  | Vulnerable             |

| Nombre común                         | Nombre científico              | Estado de conservación |
| ------------------------------------ | ------------------------------ | ---------------------- |
| Martín pescador Hércules             | Alcedo hercules                | Amenazado              |
| Martín pescador común de Bengala     | Alcedo atthis bengalensis      | Preocupación menor     |
| Martín pescador Meninting de Coltart | Alcedo meninting coltarti      | Preocupación menor     |
| Martín cazador chico norteño         | Lacedo pulchella amabilis      | Preocupación menor     |
| Alción picocigüeña birmano           | Pelargopsis capensis burmanica | Preocupación menor     |
| Alción rojizo común                  | Halcyon coromanda coromanda    | Preocupación menor     |
| Alción gorgiblanco de Indochina      | Halcyon smyrnensis perpulchra  | Preocupación menor     |
| Alción capirotado                    | Halcyon pileata                | Preocupación menor     |
| Martín gigante asiático              | Megaceryle lugubris guttulata  | Preocupación menor     |
| Martín pescador pío de Indochina     | Ceryle rudis leucomelanurus    | Preocupación menor     |

| Nombre común                 | Nombre científico                | Estado de conservación |
| ---------------------------- | -------------------------------- | ---------------------- |
| Abejaruco barbiazul común    | Nyctyornis athertoni athertoni   | Preocupación menor     |
| Abejaruco esmeralda oriental | Merops orientalis ferrugeiceps   | Preocupación menor     |
| Abejaruco coliazul           | Merops philippinus               | Preocupación menor     |
| Abejaruco cabecirrojo común  | Merops leschenaulti leschenaulti | Preocupación menor     |

| Nombre común           | Nombre científico                | Estado de conservación |
| ---------------------- | -------------------------------- | ---------------------- |
| Carraca de Indochina   | Coracias affinis                 | Preocupación menor     |
| Carraca oriental común | Eurystomus orientalis orientalis | Preocupación menor     |

| Nombre común                 | Nombre científico                     | Estado de conservación |
| ---------------------------- | ------------------------------------- | ---------------------- |
| Barbudo calderero del Índico | Psilopogon haemacephalus indicus      | Preocupación menor     |
| Barbudo grande común         | Psilopogon virens virens              | Preocupación menor     |
| Barbudo ventrirrojo norteño  | Psilopogon lagrandieri rothschildi    | Preocupación menor     |
| Barbudo orejiverde norteño   | Psilopogon faiostrictus praetermissus | Preocupación menor     |
| Barbudo listado continental  | Psilopogon lineatus hodgsoni          | Preocupación menor     |
| Barbudo de Franklin común    | Psilopogon franklinii franklinii      | Preocupación menor     |
| Barbudo bigotudo de Elbel    | Psilopogon incognitus elbeli          | Preocupación menor     |
| Barbudo gorgiazul de Davison | Psilopogon asiaticus davisoni         | Preocupación menor     |
| Barbudo de Indochina         | Psilopogon annamensis                 | Preocupación menor     |

| Nombre común                        | Nombre científico                            | Estado de conservación |
| ----------------------------------- | -------------------------------------------- | ---------------------- |
| Torcecuello eurasiático común       | Jynx torquilla torquilla                     | Preocupación menor     |
| Carpinterito manchado               | Picumnus innominatus malayorum               | Preocupación menor     |
| Carpinterito cejiblanco de Kinnear  | Sasia ochracea kinneari                      | Preocupación menor     |
| Pito de corazones                   | Hemicircus canente                           | Preocupación menor     |
| Pico crestigrís del sur de China    | Dendrocopos canicapillus kaleensis           | Preocupación menor     |
| Pico estriado                       | Dendrocopos atratus                          | Preocupación menor     |
| Pito orejirrojo común               | Blythipicus pyrrhotis pyrrhotis              | Preocupación menor     |
| Pito sultán grande común            | Chrysocolaptes guttacristatus guttacristatus | Preocupación menor     |
| Carpintero rufo del sur de China    | Micropternus brachyurus fokiensis            | Preocupación menor     |
| Pito del bambú norteño de Indochina | Gecinulus grantia indochinensis              | Preocupación menor     |
| Pito culirrojo intermedio           | Dinopium javanense intermedium               | Preocupación menor     |
| Pito crestigualdo común             | Picus chlorolophus chlorolophus              | Preocupación menor     |
| Pito colinegro                      | Picus vittatus                               | Preocupación menor     |
| Pito cabecinegro común              | Picus erythropygius erythropygius            | Preocupación menor     |
| Pito vietnamita                     | Picus rabieri                                | Amenazado              |
| Pito nuquigualdo común              | Chrysophlegma flavinucha flavinucha          | Preocupación menor     |
| Picatroncos pizarroso norteño       | Mulleripicus pulverulentus harterti          | Vulnerable             |

| Nombre común                  | Nombre científico                   | Estado de conservación |
| ----------------------------- | ----------------------------------- | ---------------------- |
| Falconete acollarado birmano  | Microhierax caerulescens burmanicus | Preocupación menor     |
| Falconete pío                 | Microhierax melanoleucos            | Preocupación menor     |
| Cernícalo vulgar del Himalaya | Falco tinnunculus interstinctus     | Preocupación menor     |
| Alcotán oriental              | Falco severus                       | Preocupación menor     |
| Halcón peregrino de Ernest    | Falco peregrinus ernesti            | Preocupación menor     |

| Nombre común                     | Nombre científico             | Estado de conservación |
| -------------------------------- | ----------------------------- | ---------------------- |
| Cotorra alejandrina de Indochina | Psittacula eupatria siamensis | Amenazado              |
| Cotorra de Finsch                | Psittacula finschii           | Amenazado              |
| Cotorra carirrosa oriental       | Psittacula roseata juneae     | Amenazado              |
| Cotorra pechirroja continental   | Psittacula alexandri fasciata | Amenazado              |
| Lorículo vernal                  | Loriculus vernalis            | Preocupación menor     |

| Nombre común                      | Nombre científico                | Estado de conservación |
| --------------------------------- | -------------------------------- | ---------------------- |
| Eurilaimo lorito común            | Psarisomus dalhousiae dalhousiae | Preocupación menor     |
| Eurilaimo pechoplata de Indochina | Serilophus lunatus atrestus      | Preocupación menor     |
| Eurilaimo sombrío de Laos         | Corydon sumatranus laoensis      | Preocupación menor     |

| Nombre común                  | Nombre científico         | Estado de conservación |
| ----------------------------- | ------------------------- | ---------------------- |
| Pita orejuda                  | Hydrornis phayrei         | Preocupación menor     |
| Pita rojiza común             | Hydrornis oatesi oatesi   | Preocupación menor     |
| Pita lomiazul común           | Hydrornis soror petersi   | Preocupación menor     |
| Pita azul común               | Hydrornis cyaneus cyaneus | Preocupación menor     |
| Pita de Elliot                | Hydrornis elliotii        | Preocupación menor     |
| Pita aliazul                  | Pitta moluccensis         | Preocupación menor     |
| Pita encapuchada de Indochina | Pitta sordida cucullata   | Preocupación menor     |

| Nombre común                   | Nombre científico                   | Estado de conservación |
| ------------------------------ | ----------------------------------- | ---------------------- |
| Minivet chico Thai             | Pericrocotus cinnamomeus thai       | Preocupación menor     |
| Minivet gorgigris de Indochina | Pericrocotus solaris griseogularis  | Preocupación menor     |
| Minivet piquicorto descuidado  | Pericrocotus brevirostris neglectus | Preocupación menor     |
| Minivet colilargo común        | Pericrocotus ethologus ethologus    | Preocupación menor     |
| Minivet escarlata menor        | Pericrocotus flammeus fraterculus   | Preocupación menor     |
| Minivet ceniciento             | Pericrocotus divaricatus            | Preocupación menor     |
| Minivet de Swinhoe             | Pericrocotus cantonensis            | Preocupación menor     |
| Minivet rosado de Stanford     | Pericrocotus roseus stanfordi       | Preocupación menor     |
| Oruguero de Java de Rexpinet   | Coracina javensis Repinte           | Preocupación menor     |
| Oruguero de Indochina          | Lalage polioptera indochinensis     | Preocupación menor     |
| Oruguero aligero birmano       | Lalage melaschistos avensis         | Preocupación menor     |

| Nombre común                      | Nombre científico                 | Estado de conservación |
| --------------------------------- | --------------------------------- | ---------------------- |
| Timalí-alcaudón siamés de Rickett | Pteruthius aeralatus ricketti     | Preocupación menor     |
| Timalí-alcaudón orejudo común     | Pteruthius melanotis melanotis    | Preocupación menor     |
| Timalí- alcaudón chasqueador      | Pteruthius aenobarbus intermedius | Preocupación menor     |
| Yuhina ventriblanca tiranula      | Erpornis zantholeuca tyrannulus   | Preocupación menor     |

| Nombre común                 | Nombre científico                 | Estado de conservación |
| ---------------------------- | --------------------------------- | ---------------------- |
| Oropéndola china continental | Oriolus chinensis diffusus        | Preocupación menor     |
| Oropéndola picofina común    | Oriolus tenuirostris tenuirostris | Preocupación menor     |
| Oropéndola encapuchada común | Oriolus xanthornus xanthornus     | Preocupación menor     |
| Oropéndola granate común     | Oriolus traillii traillii         | Preocupación menor     |

| Nombre común      | Nombre científico | Estado de conservación |
| ----------------- | ----------------- | ---------------------- |
| Artamo ceniciento | Artamus fuscus    | Preocupación menor     |

| Nombre común                | Nombre científico                        | Estado de conservación |
| --------------------------- | ---------------------------------------- | ---------------------- |
| Ceniciento grande de Hainan | Tephrodornis virgatus hainanus           | Preocupación menor     |
| Ceniciento chico común      | Tephrodornis pondicerianus pondicerianus | Preocupación menor     |
| Oruguero alibarrado capital | Hemipus picatus capitalis                | Preocupación menor     |

| Nombre común         | Nombre científico              | Estado de conservación |
| -------------------- | ------------------------------ | ---------------------- |
| Iora común de Philip | Aegithina tiphia philipi       | Preocupación menor     |
| Iora grande norteña  | Aegithina lafresnayei innotata | Preocupación menor     |

| Nombre común               | Nombre científico             | Estado de conservación |
| -------------------------- | ----------------------------- | ---------------------- |
| Abanico pío continental    | Rhipidura javanica longicauda | Preocupación menor     |
| Abanico gorgiblanco grande | Rhipidura albicollis celsa    | Preocupación menor     |

| Nombre común                          | Nombre científico                  | Estado de conservación |
| ------------------------------------- | ---------------------------------- | ---------------------- |
| Drongo real de Indochina              | Dicrurus macrocercus cathoecus     | Preocupación menor     |
| Drongo cenizo de Hopwood              | Dicrurus leucophaeus hopwoodi      | Preocupación menor     |
| Drongo piquigordo                     | Dicrurus annectens                 | Preocupación menor     |
| Drongo bronceado común                | Dicrurus aeneus aeneus             | Preocupación menor     |
| Drongo de raquetas chico del Himalaya | Dicrurus remifer tectirostris      | Preocupación menor     |
| Drongo crestudo piquicorto            | Dicrurus hottentottus brevirostris | Preocupación menor     |
| Drongo de raquetas grande mayor       | Dicrurus paradiseus grandis        | Preocupación menor     |

| Nombre común                | Nombre científico                 | Estado de conservación |
| --------------------------- | --------------------------------- | ---------------------- |
| Monarca nuquinegro de Styan | Hypothymis azurea styani          | Preocupación menor     |
| Monarca colilargo chino     | Terpsiphone incei                 | Preocupación menor     |
| Monarca colilargo oriental  | Terpsiphone affinis indochinensis | Preocupación menor     |

| Nombre común             | Nombre científico                | Estado de conservación |
| ------------------------ | -------------------------------- | ---------------------- |
| Alcaudón tigre           | Lanius tigrinus                  | Preocupación menor     |
| Alcaudón pardo japonés   | Lanius cristatus superciliosus   | Preocupación menor     |
| Alcaudón birmano común   | Lanius collurioides collurioides | Preocupación menor     |
| Alcaudón Schach tricolor | Lanius schach tricolor           | Preocupación menor     |
| Alcaudón tibetano común  | Lanius tephronotus tephronotus   | Preocupación menor     |

| Nombre común                  | Nombre científico                    | Estado de conservación |
| ----------------------------- | ------------------------------------ | ---------------------- |
| Urraca piquirroja común       | Urocissa erythroryncha erythroryncha | Preocupación menor     |
| Urraca de Whitehead           | Urocissa xanthomelana                | Amenazado              |
| Urraca verde común            | Cissa chinensis chinensis            | Preocupación menor     |
| Urraca vagabunda de Indochina | Dendrocitta vagabunda sakeratensis   | Preocupación menor     |
| Urraca gris del Himalaya      | Dendrocitta formosae himalayana      | Preocupación menor     |
| Urraca bronceada              | Crypsirina temia                     | Preocupación menor     |
| Urraca común oriental         | Pica pica serica                     | Preocupación menor     |
| Cuervo picudo colono          | Corvus macrorhynchos colonorum       | Preocupación menor     |

| Nombre común                       | Nombre científico                  | Estado de conservación |
| ---------------------------------- | ---------------------------------- | ---------------------- |
| Abanico ventrigualdo               | Chelidorhynx hypoxanthus           | Preocupación menor     |
| Papamoscas cabecigris del Himalaya | Culicicapa ceylonensis calochrysea | Preocupación menor     |

| Nombre común                       | Nombre científico                  | Estado de conservación |
| ---------------------------------- | ---------------------------------- | ---------------------- |
| Carbonero sultán común             | Melanochlora sultanea sultanea     | Preocupación menor     |
| Carbonero indio de Indochina       | Parus cinereus templorum           | Preocupación menor     |
| Carbonero carigualdo chino verdoso | Machlolophus spilonotus subviridis | Preocupación menor     |

| Nombre común           | Nombre científico      | Estado de conservación |
| ---------------------- | ---------------------- | ---------------------- |
| Alondra de Indochina   | Mirafra erythrocephala | Preocupación menor     |
| Alondra oriental común | Alauda gulgula gulgula | Preocupación menor     |

| Nombre común                        | Nombre científico                  | Estado de conservación |
| ----------------------------------- | ---------------------------------- | ---------------------- |
| Sastrecillo común inesperado        | Orthotomus sutorius inexpectatus   | Preocupación menor     |
| Sastrecillo cuellilargo brillante   | Orthotomus atrogularis nitidus     | Preocupación menor     |
| Prinia parda de Cook                | Prinia polychroa cooki             | Preocupación menor     |
| Prinia montana común                | Prinia superciliaris superciliaris | Preocupación menor     |
| Prinia rojiza de Beavan             | Prinia rufescens beavani           | Preocupación menor     |
| Prinia de Hodgson confusa           | Prinia hodgsonii confusa           | Preocupación menor     |
| Prinia ventriamarilla de Delacour   | Prinia flaviventris delacouri      | Preocupación menor     |
| Prinia sencilla coligara            | Prinia inornata extensicauda       | Preocupación menor     |
| Cistícola buitrón de Indochina      | Cisticola juncidis tinnabulans     | Preocupación menor     |
| Cistícola cabecidorado de Indochina | Cisticola exilis equicaudatus      | Preocupación menor     |

| Nombre común               | Nombre científico                | Estado de conservación |
| -------------------------- | -------------------------------- | ---------------------- |
| Carricero picogordo rojizo | Arundinax aedon rufescens        | Preocupación menor     |
| Carricerín cejinegro       | Acrocephalus bistrigiceps        | Preocupación menor     |
| Carricero de Swinhoe común | Acrocephalus concinens concinens | Preocupación menor     |
| Carricero oriental         | Acrocephalus orientalis          | Preocupación menor     |

| Nombre común               | Nombre científico              | Estado de conservación |
| -------------------------- | ------------------------------ | ---------------------- |
| Yerbera palustre toklao    | Megalurus palustris toklao     | Preocupación menor     |
| Buscarla de Pallas         | Locustella certhiola certhiola | Preocupación menor     |
| Buscarla lanceolada        | Locustella lanceolata          | Preocupación menor     |
| Zarzalero de David sureño  | Locustella davidi shanensis    | Preocupación menor     |
| Zarzalero de Mandell común | Locustella mandelli mandelli   | Preocupación menor     |

| Nombre común        | Nombre científico        | Estado de conservación |
| ------------------- | ------------------------ | ---------------------- |
| Ratina pigmea común | Pnoepyga pusilla pusilla | Preocupación menor     |

| Nombre común                  | Nombre científico                   | Estado de conservación |
| ----------------------------- | ----------------------------------- | ---------------------- |
| Avión ribereño asiático       | Pseudochelidon sirintarae           | Peligro crítico        |
| Avión paludícola asiático     | Riparia chinensis chinensis         | Preocupación menor     |
| Avión oscuro de Sintaung      | Ptyonoprogne concolor sintaungensis | Preocupación menor     |
| Golondrina común de Tytler    | Hirundo rustica tytleri             | Preocupación menor     |
| Golondrina colilarga asiática | Hirundo smithii filifera            | Preocupación menor     |
| Golondrina dáurica común      | Cecropis daurica daurica            | Preocupación menor     |
| Avión asiático chino          | Delichon dasypus nigrimentale       | Preocupación menor     |

| Nombre común                      | Nombre científico                    | Estado de conservación |
| --------------------------------- | ------------------------------------ | ---------------------- |
| Bulbul cabecinegro común          | Brachypodius atriceps atriceps       | Preocupación menor     |
| Bulbul crestinegro de Vantyne     | Pycnonotus flaviventris vantynei     | Preocupación menor     |
| Bulbul estriado paulo             | Alcurus striatus paulus              | Preocupación menor     |
| Bulbul Orfeo de Pattan            | Pycnonotus jocosus pattani           | Preocupación menor     |
| Bulbul pechipardo común           | Pycnonotus xanthorrhous xanthorrhous | Preocupación menor     |
| Bulbul chino de Hainan            | Pycnonotus sinensis hainanus         | Preocupación menor     |
| Bulbul ventridorado de Latouche   | Pycnonotus aurigaster latouchei      | Preocupación menor     |
| Bulbul de Finlayson oriental      | Pycnonotus finlaysoni eous           | Preocupación menor     |
| Bulbul amarillento vivaz          | Pycnonotus flavescens vividus        | Preocupación menor     |
| Bulbul culiamarillo Jambu         | Pycnonotus goiavier jambu            | Preocupación menor     |
| Bulbul de Blanford                | Pycnonotus blanfordi                 | Preocupación menor     |
| Bulbul pálido de Henric           | Alophoixus pallidus henrici          | Preocupación menor     |
| Bulbul caripelado                 | Nok hualon                           | Preocupación menor     |
| Bulbul ojigrís común              | Iole propinqua propinqua             | Preocupación menor     |
| Bulbul negro birmano              | Hypsipetes leucocephalus concolor    | Preocupación menor     |
| Bulbul ceniciento de Bourdelle    | Hemixos flavala bourdellei           | Preocupación menor     |
| Bulbul de McClelland de Indochina | Ixos mcclellandii similis            | Preocupación menor     |

| Nombre común                 | Nombre científico              | Estado de conservación |
| ---------------------------- | ------------------------------ | ---------------------- |
| Mosquitero bilistado         | Phylloscopus inornatus         | Preocupación menor     |
| Mosquitero de Hume oriental  | Phylloscopus humei mandellii   | Preocupación menor     |
| Mosquitero de Schwarz        | Phylloscopus schwarzi          | Preocupación menor     |
| Mosquitero de David oriental | Phylloscopus armandii armandii | Preocupación menor     |
| Mosquitero sombrío oriental  | Phylloscopus fuscatus robustus | Preocupación menor     |
| Mosquitero gorgiclaro        | Phylloscopus subaffinis        | Preocupación menor     |
| Mosquitero coronado          | Phylloscopus coronatus         | Preocupación menor     |
| Mosquitero carigrís          | Phylloscopus poliogenys        | Preocupación menor     |
| Mosquitero coronigrís        | Phylloscopus tephrocephalus    | Preocupación menor     |

- Datos: Q109314320